# Cam Phục
Cam Phục là một xã thuộc tỉnh Nghệ An, Việt Nam. Xã được hình thành trên cơ sở sáp nhập xã Cam Lâm và xã Đôn Phục của huyện Con Cuông trong đợt Sáp nhập tỉnh thành Việt Nam 2025.

## Địa lý
Xã Cam Phục có vị trí địa lý:
- Phía Đông giáp xã Mậu Thạch;
- Phía Nam giáp xã Châu Khê;
- Phía Tây giáp xã Châu Khê;
- Phía Bắc giáp xã Bình Chuẩn và Nga My.

Xã Cam Phục có diện tích tự nhiên 162,43 km².

## Hành chính và tên gọi
Xã Cam Phục được thành lập theo Nghị quyết số 1678/NQ-UBTVQH15 của Ủy ban Thường vụ Quốc hội Việt Nam, ban hành ngày 16 tháng 6 năm 2025. Theo đó, sắp xếp toàn bộ diện tích tự nhiên, quy mô dân số của xã Cam Lâm và xã Đôn Phục thuộc huyện Con Cuông trước đây thành một xã mới có tên gọi là xã Cam Phục.
Trước đó, theo Đề án sắp xếp đơn vị hành chính cấp xã tỉnh Nghệ An, xã này là xã Con Cuông 4.
Sau sắp xếp xã có diện tích tự nhiên: 162,43 km², quy mô dân số: 7.412 người.